# Ambia gueneealis
Ambia gueneealis là một loài bướm đêm trong họ Crambidae.